# Ilythea flaviceps
Ilythea flaviceps är en tvåvingeart som beskrevs av Cresson 1916. Ilythea flaviceps ingår i släktet Ilythea och familjen vattenflugor. Inga underarter finns listade i Catalogue of Life.